# Chiavano
Chiavano è una frazione del comune di Cascia (PG), distante circa 8 km dal capoluogo e collocato a ben 1.128 m s.l.m..
Secondo i dati Istat del 2001, il paese è abitato da 38 residenti .
Già sede del ducato della nobile famiglia Chiavano, vassalli dei duchi di Spoleto. Distrutta con il terremoto del 19 settembre 1979 e ricostruita nella vallata sottostante, è stata oggetto di una visita pastorale di papa Giovanni Paolo II.
Tra i monumenti da ricordare, nel paese abbandonato, ci sono la chiesa parrocchiale di S. Ilario risalente al XIV secolo e ciò che rimane della torre dell'antico Castello di Chiavano.
Dopo il terremoto distruttivo del '79, si è scelto di edificare il paese nuovo, non dove sorgeva il vecchio, bensì su un versante di un monte adiacente al precedente. La posizione gode di un'ottima vista sul Pian di Chiavano, infatti durante le giornate più limpide si possono chiaramente scorgere all'orizzonte il Monte Cambio e il Monte Terminillo, con i loro picchi innevati d'inverno e verdi d'estate. Prima di intercettare i ripidi pendii dell'Appennino si incontrano nelle vicinanze i paesi di: Villa San Silvestro (col suo tempio romano del III secolo a.C.), Trognano, Coronella, Buda, Terzone San Pietro e San Paolo, e per ultima, su di un colle anch'essa, Pianezza.